# Anni 1120
Gli anni 1120 sono il decennio che comprende gli anni dal 1120 al 1129 inclusi.

## Eventi, invenzioni e scoperte
- Concordato di Worms...